# تيدي هارت
تيدي هارت هو مصارع محترف كندي، ولد في 2 فبراير 1980 في كالغاري في كندا.

## وصلات خارجية
- تيدي هارت على موقع WrestlingData.com (الإنجليزية)
- تيدي هارت على موقع CageMatch worker (الإنجليزية)
- تيدي هارت على موقع قاعدة بيانات المصارعة على الإنترنت (الإنجليزية)
- تيدي هارت على موقع عالم المصارعة على الإنترنت (الإنجليزية)
- تيدي هارت على موقع عالم المصارعة على الإنترنت (الإنجليزية)
- تيدي هارت على موقع IMDb (الإنجليزية)
- تيدي هارت على موقع قاعدة بيانات الفيلم (الإنجليزية)